# Bruno Jerup
Bruno Jerup Nielsen (født 29. september 1957 i Skagen) er en dansk politiker, der er tidligere folketingsmedlem for Enhedslisten i Odense Østkredsen og Otterupkredsen (Fyns Amtskreds). Jerup var medlem af Folketinget fra 21. marts 1994 til 10. marts 1998. Han blev til det første regionsråd i Region Sjælland ved regionsrådvalget 15. november 2005 og har siden været medlem af regionsrådet.
Jerup blev matematisk-fysisk student fra Frederikshavn Gymnasium i 1977 og blev cand.scient. i fysik og matematik fra Aarhus Universitet i 1986. Som nyuddannet blev han ansat som underviser på Ingeniørhøjskolen Århus Teknikum, hvor han var til 1987. Senere underviste han på Randers Statsskole (1986-1987), Viborg Amtsgymnasium (1988-1989) og Langkær Gymnasium & HF (1989-1994). 
Som studerende ved Aarhus Universitet engagerede han sig i studenterpolitik og blev medlem af Studenterrådet ved matematik og fysik i 1979. I 1982 blev han formand for det samlede Studenterråd ved Aarhus Universitet. Han var desuden aktiv i bestyrelsen, distriktsledelsen og forretningsudvalget for Kommunistiske Studenter og Danmarks Kommunistiske Parti. I 1989 blev han medlem af ledelsen i det dengang nydannede Enhedslistens Århus-afdeling og i 1990-1994 af ledelsen af partiet i Århus Amt. Fra 1991-1997 var han tillige medlem af partiets hovedbestyrelse. Han blev opstillet til Folketinget i 1994 og valgt samme år.